# Rudolf Beran (Politiker)

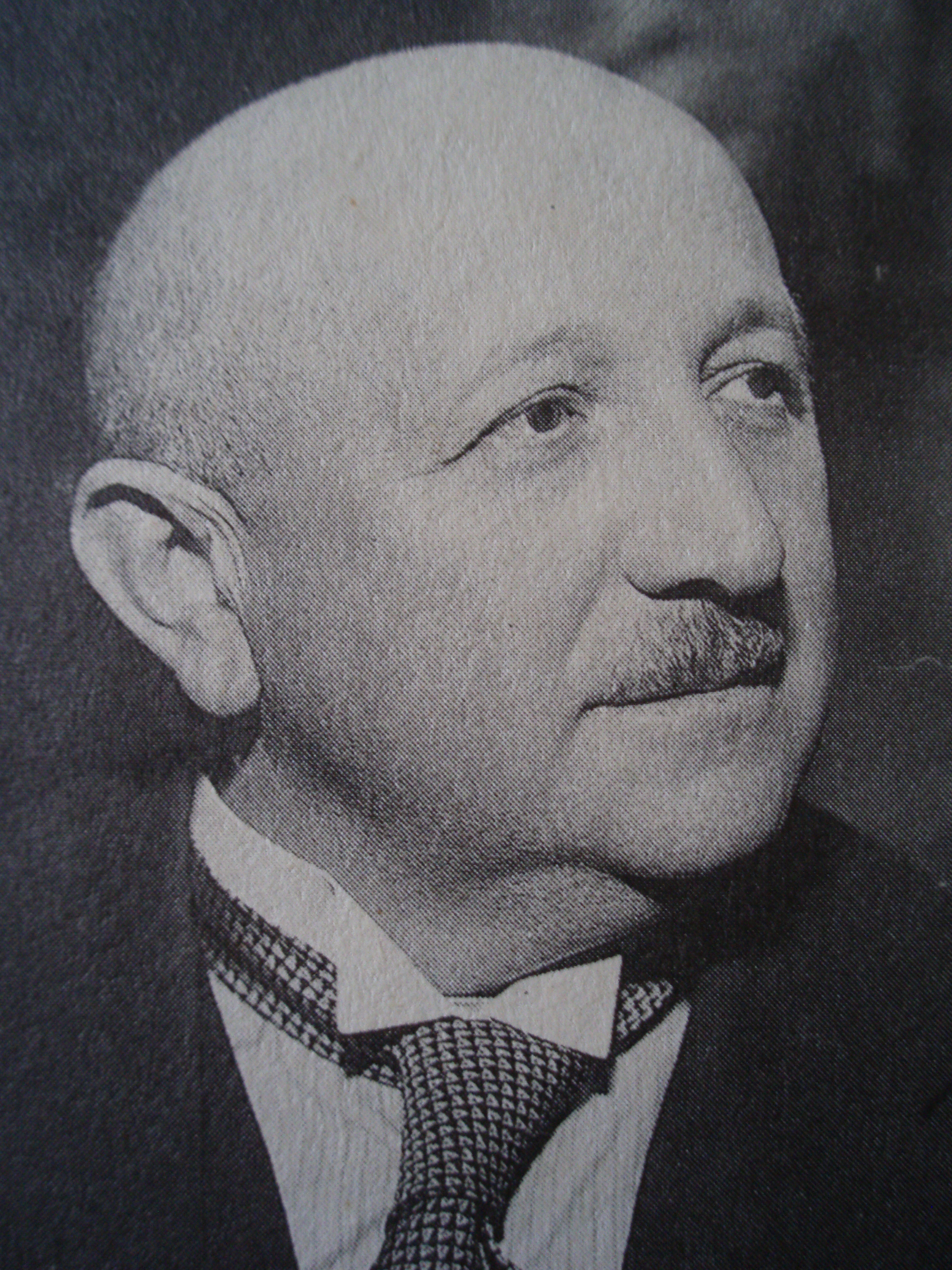
Rudolf Beran

Rudolf Beran (* 28. Dezember 1887 in Pracejovice, Bezirk Strakonitz, Böhmen; † 28. Juli 1954 in Leopoldov, Tschechoslowakei) war ein tschechischer und tschechoslowakischer Politiker der Agrarpartei bzw. RSZML und ab 1938 der Partei der Nationalen Einheit. 
Er war nach dem Münchener Abkommen vom 1. Dezember 1938 bis zur Zerschlagung der Tschechoslowakei am 15. März 1939 Ministerpräsident der Tschecho-Slowakischen Republik, die er nach dem Ermächtigungsgesetz vom 15. Dezember 1938 autoritär führte. Nach dem Einmarsch der deutschen Wehrmacht war er noch bis zum 27. April 1939 Ministerpräsident des Protektorats Böhmen und Mähren.

## Leben
Rudolf Beran stammte aus einer tschechischen Kleinbauernfamilie. Er absolvierte die Höhere Landwirtschaftliche Schule und engagierte sich früh in tschechischen Agrarorganisationen. So war er Gründer und Leiter der Landjugend und kam in Kontakt mit Antonín Švehla, dem Vorsitzenden der Tschechoslowakischen Agrarpartei.
Nach der Unabhängigkeitserklärung der Tschechoslowakei im Oktober 1918 war Beran Abgeordneter der ersten Nationalversammlung der Tschechoslowakischen Republik. Bald darauf wurde er Generalsekretär der Tschechoslowakischen Agrarpartei, nach dem Tod von Antonín Švehla im Dezember 1933 auch deren Vorsitzender. Nach der Demission von Edvard Beneš infolge des Münchner Abkommens im Oktober 1938 wurde die Tschecho-Slowakei („Zweite Republik“) föderalisiert und der tschechische Teil auf Berans Initiative hin in einen autoritären Zweiparteienstaat umgewandelt. Die Regierungspartei wurde die Partei der Nationalen Einheit, der Beran vorstand. Ab 1. Dezember 1938 amtierte Beran als tschechoslowakischer Ministerpräsident. Das Parlament schaltete sich mit dem Ermächtigungsgesetz vom 15. Dezember 1938 weitgehend selbst aus.
Nach dem Einmarsch der Wehrmacht und der sogenannten Zerschlagung der Rest-Tschechei im März 1939 blieb er zunächst als Ministerpräsident des deutschen Protektorats Böhmen und Mähren im Amt. Er wurde am 27. April 1939 von Alois Eliáš abgelöst und zog sich ins Privatleben zurück. Nach Ende des Zweiten Weltkriegs wurde er in einem von der Kommunistischen Partei der Tschechoslowakei (KSČ) manipulierten Gerichtsverfahren vor dem neu errichteten Národní soud (im Tschechischen Nationalgericht im Sinne von Volksgericht), das von 30. Januar 1947 bis 21. April 1947 stattfand, wegen Kollaboration zu 20 Jahren Haft verurteilt. Er starb 1954 im Gefängnis Leopoldov.